# Nymphaster nora
Nymphaster nora is een zeester uit de familie Goniasteridae.
De wetenschappelijke naam van de soort werd in 1893 gepubliceerd door Alfred William Alcock.